# Doda Conrad
Pour les articles homonymes, voir Conrad.
Doda Conrad, nom de scène de Konrad Wallenrod Freund, né le 19 février 1905 à Wrocław ou à Szczytnik (Pologne) et mort le 28 décembre 1997 à Blois, est un chanteur basse polonais naturalisé américain.

## Carrière
Fils de Marya Freund, il étudie le chant avec Emilio de Gogorza (en) à New York puis il débute à Paris en 1932 à l'École normale de musique de Paris et au théâtre de la Porte-Saint-Martin. Il travaille en 1936 avec Nadia Boulanger. Il interprète les mélodies françaises, les lieder de Frédéric Chopin et Schubert. Il commande Mouvement du cœur sur des poèmes de Louise de Vilmorin dont la musique est composée par Henri Sauguet, Jean Françaix, Francis Poulenc, Darius Milhaud, et Visions infernales composée par Henri Sauguet. En 1965 il ne se produit plus sur scène et s'investit dans la promotion musicale. Il fonde la société Erémurus, la Saison musicale de l'Abbaye de Royaumont et dirige les Journées musicales de Langeais. Jeune il se destinait à la peinture sur les conseils de Pablo Picasso et devint par la suite un proche d'Igor Stravinsky et Saint-John Perse.

## Source
- Alain Pâris, Dictionnaire des interprètes et de l'interprétation musicale au XXe siècle, Paris, R. Laffont, coll. « Bouquins », 1989, 284 p. (ISBN 2-221-06660-X)
- Doda Conrad, Dodascalies, Actes-Sud, 1997